# Camaridium carinatum
Camaridium carinatum, es una orquídea originaria de Sudamérica.

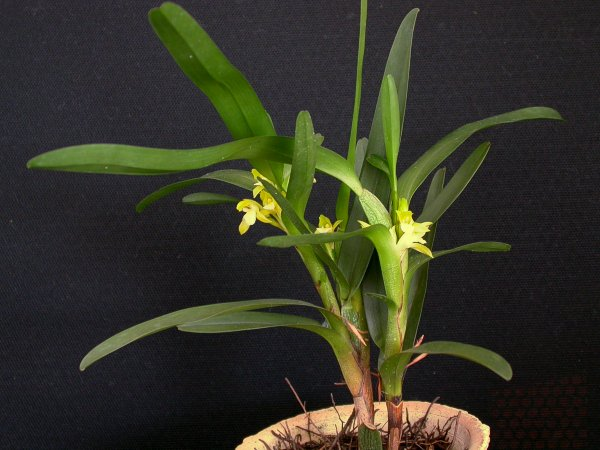
Vista de la planta

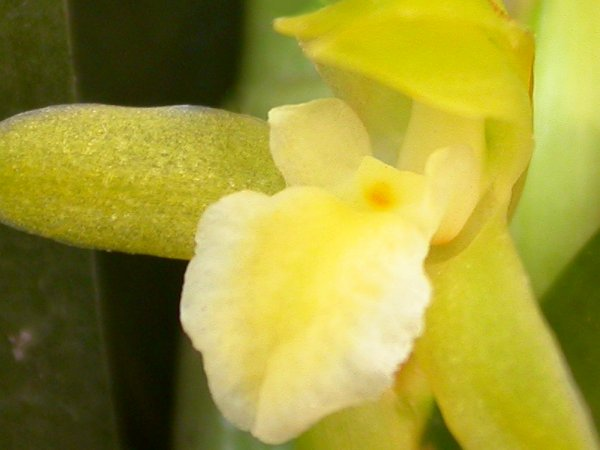
Detalle de la flor

## Descripción
Es una orquídea de tamaño pequeño a mediano, que crece con hábitos de epifita y con un rizoma alargado entre cada pseudobulbo oval, aplanado que está  envuelto basalmente por hojas y vainas laterales y que llevan una sola hoja apical,  lineal que es conduplicada abajo. Floraciones en casi cualquier época del año con flores individuales, de 3,75 cm  de largo, envueltas la inflorescencia basal por 2 a 3 vainas infladas.

## Distribución y hábitat
Se encuentra en Guyana, Venezuela, Colombia, Ecuador, Perú y Brasil en las elevaciones de 100 a 1000 metros en los bosques nublados, húmedos tropicales.  

## Taxonomía
Camaridium carinatum fue descrita por (Barb.Rodr.) Hoehne  y publicado en Archivos de Botânica do São Paulo 4: 72. 1947.
Sinonimia
- Camaridium bomboizense (Dodson) M.A.Blanco
- Camaridium hoehnei Pabst
- Camaridium iguapense (Hoehne & Schltr.) Hoehne
- Camaridium imbricatum (Barb.Rodr.) Hoehne
- Camaridium imbricatum var. carinatum (Barb.Rodr.) Hoehne
- Camaridium imbricatum var. iguapense (Hoehne & Schltr.) Hoehne
- Maxillaria bomboizensis Dodson
- Maxillaria carinata Barb.Rodr.
- Maxillaria iguapensis Hoehne & Schltr.
- Maxillaria imbricata Barb.Rodr.
- Maxillaria imbricata var. major Cogn.
- Maxillaria jenischiana var. carinata (Barb.Rodr.) Pabst
- Maxillaria jenischiana var. iguapensis (Hoehne & Schltr.) Pabst
- Sauvetrea bomboizensis (Dodson) M.A.Blanco[1][3][4]